# یوکانا
یوکانا (انگلیسی: Yukana; ۶ ژانویهٔ ۱۹۷۵ – ) خواننده، و صداپیشه اهل ژاپن است. وی از سال ۱۹۹۳ میلادی تاکنون مشغول فعالیت بوده‌است.